# おもてなし隊なごや
『おもてなし隊なごや』（おもてなしたいなごや）は、2018年（平成30年）4月4日から名古屋テレビ（メ〜テレ）で放送されているミニ番組。本記事では、2010年（平成22年）4月7日から2013年（平成25年）3月27日までと、2014年（平成26年）4月2日から2017年3月まで同局で放送されていた前身のミニ番組、および名古屋市ウェブサイトで配信された動画についても記述する。

## 概要
名古屋市の広報番組のひとつで、提供も名古屋市。名古屋開府400年に合わせて結成された名古屋おもてなし武将隊の面々が名古屋市の施設やイベントなどを案内して「名古屋の魅力で視聴者をもてなす」内容となっている。番組は当初、毎週水曜日18時56分から放送されており、木曜深夜に再放送が行われたが、2019年度は曜日変更により、毎週火曜日に放送。また、水曜深夜と土曜早朝に再放送されている。
旧番組も同じく毎週水曜日18時56分から放送され、土曜日早朝に再放送が行われていた。放送開始から2年を経た2012年4月4日より番組タイトルが『新・おもてなし隊なごや』となった。2013年3月27日をもってテレビ放送を終了。同年4月11日から名古屋市公式ウェブサイトでの公開となったが、2014年4月2日より『おもてなし隊なごや』として改めてテレビ放送を開始した。
2013年までの名古屋テレビの番組公式サイトでは放送の翌日から1週間限定で、番組をストリーミング配信していた。2014年からの番組公式サイトでもバックナンバーを含めたストリーミング配信が行なわれた。また、名古屋市広報課のFacebookでは当番組を含む市の広報番組のロケレポートなどが掲載されている。